# Giovanni Antonio Pecci
Giovanni Antonio Pecci (Siena, 12 dicembre 1693 – Siena, 3 marzo 1768) è stato un letterato, storico e politico italiano.

## Biografia
Nato a Siena da Desiderio Pecci e Onesta Vannocci Biringucci, si dedicò allo studio sin dalla giovane età: studiò la grammatica con Giuseppe Fantaccini, la retorica con Teodoro Terribili e Giovanni Battista Rosi, e la pittura con Aurelio Martelli prima e con Francesco Franci poi. Studiò al seminario di San Giorgio dal 1709 al 1713 e fu allievo, tra gli altri, dei letterati senesi Giovanni Battista Alberti, Federico Burlamacchi, Cesare Scotti, Antonio Amerighi e Tiberio Sergardi.
Pecci fu cavaliere di Santo Stefano dal 1711 e membro dell'accademia degli Intronati, con il nome di "Colorito", a partire dal settembre 1715, ricoprendone la carica di segretario dal 1733 al 1737. Fu eletto priore di Siena nel febbraio 1718 e ricoprì tale incarico altre sette volte (1720, 1724, 1727, 1730, 1733, 1735, 1741), e per sette volte fu consigliere del capitano del popolo tra il 1726 e il 1742. Fu capitano del popolo di Siena nel 1744, 1746, 1750 e 1758. Ebbe un seggio nel Consiglio grande nel 1729, uno in balìa per quattro volte (1737, 1740, 1747, 1761) e fu deputato a vita dal 1747.
Pecci effettuò una trascrizione del patrimonio epigrafico senese nel 1730 e pubblicò la prima guida a stampa della città di Siena (1752). Riordinò gli archivi della balìa, delle riformagioni e del Consiglio della Campana. Fu collaboratore al periodico «Novelle letterarie» diretto da Giovanni Lami e stilò un Indice degli scrittori senesi per il Dizionario degli scrittori d'Italia di Giammaria Mazzuchelli. Fu l'autore del «Giornale sanese», diario di cronache cittadine, dal 22 luglio 1715 fino alla morte, poi proseguito dal figlio Pietro. Le sue opere principali restano i quattro volumi delle Memorie storico-critiche della città di Siena (1755-1760) e il monumentale Lo Stato di Siena antico, e moderno, affresco sulla storia della Repubblica senese con approfondimenti sulle città vescovili del contado (Grosseto, Massa Marittima, Montalcino, Pienza, Sovana), rimasto però incompiuto per la morte dell'autore, sopraggiunta il 3 marzo 1768.
Sposato dal 1733 con Caterina di Giovanni Turamini, ebbe quattro figli: Desiderio Benedetto (1735), Desiderio Matteo (1736), Pietro (1738) e Margherita Teresa (1740). Alla sua morte, il figlio Pietro gli pubblicò un Elogio.

## Opere
- Ragguaglio della SS.ma Vergine, che si trova nel convento di S. Margherita di Castelvecchio, Siena (1717)
- Distinto ragguaglio del metodo, ed ordine, col quale si rappresentavano in Siena gli spettacoli, Lucca (1723)
- Relazione distinta delle quarantadue contrade..., Siena (1723)
- Relazione delle cose più notabili della città di Siena, Siena (1752, ristampata nel 1759 e 1761)
- Vita di Bartolommeo da Petrojo, Siena (1746, ristampata a Lucca con integrazioni nel 1763)
- Dissertazione istorica sopra l'origine del vescovado di Siena, Siena (1746)
- Storia del vescovado della città di Siena, Lucca (1748)
- Della vera origine dello Spedale di S. Maria della Scala, Siena (1756)
- Annotazioni storico-critiche sopra l'osservazioni alla dissertazione..., Siena (1757)
- Relazione storica dell'origine, e progresso della festosa Congrega de Rozzi, Lucca (1757)[3]
- Memorie storico-critiche della città di Siena, 4 voll., Siena (1755-1760)
- Lettera sull'antica, e moderna derivazione delle famiglie nobili di Siena, Gallipoli (1764)
- Sopra le più giuste regole per parlare, e scrivere toscano, Siena (1767)[4]
- Lo Stato di Siena antico, e moderno, Siena (1768)